# FS Group
FS Group (укр. ФС Груп) — українська компанія у сфері дослідження і запобігання кіберзагроз. Компанія займається розслідуванням злочинів, скоєних з використанням високих технологій, аудитом безпеки комп'ютерних систем і впровадженням комплексних рішень комп'ютерної безпеки.

## Діяльність
Попри те, що компанія досить молода (створена у 2012 році), вона вже тісно співпрацює з міжнародними організаціями (наприклад, OWASP)) і активно бере участь у розробці законодавства у сфері регулювання ринку інформаційних технологій. Таким чином, завдяки кооперації державного і приватного сектора, міжнародної спільноти та неурядових інститутів досягається максимальна ефективність у протидії кіберзлочинності.

## Клієнти і партнери
Компанія неодноразово отримувала подяки від правоохоронних органів (МВС України, Служба Безпеки України) за вагомий внесок у проведення слідчих дій, проведення експертизи і допомогу в боротьбі з тероризмом. Серед клієнтів компанії такі державні організації як МВС України, Національна гвардія України, Міністерство юстиції України. На обслуговуванні знаходяться як невеликі, так і великі приватні компанії з України, США, ОАЕ, Ізраїлю. Серед них ЗМІ, хостинг-провайдери, компанії розробники програмного забезпечення, банки й багато інших.